# Biathlon aux Jeux olympiques de 2010 – Relais hommes
Navigation
Turin 2006 Sotchi 2014
L'épreuve masculine du relais 4 x 7,5 km biathlon aux Jeux olympiques d'hiver de 2010 a lieu le 26 février 2010 au Parc olympique de Whistler. Le relais est remporté par les Norvégiens devant les Autrichiens et les Russes.

## Médaillés
| Or                             | Argent                      | Bronze                                                                 |
| Norvège - Ole Einar Bjørndalen | Autriche - Christoph Sumann | Suède Fredrik Lindström Carl-Johan Bergman Mattias Nilsson Björn Ferry |

## Résultats
La course commence à 11 h 30.
| Rang                                | Dossard | Athlètes                                                                        | Pénalités (Tours+Pioches)                | Temps                                                                     | Retard         |
| ----------------------------------- | ------- | ------------------------------------------------------------------------------- | ---------------------------------------- | ------------------------------------------------------------------------- | -------------- |
| Médaille d'or, Jeux olympiques      | 1       | Norvège Halvard Hanevold Tarjei Bø Emil Hegle Svendsen Ole Einar Bjørndalen     | 0+5 0+2 0+1 0+0 0+1 0+1 0+2 0+0          | 1 h 21 min 38 s 1 20 min 15 s 6 20 min 26 s 8 20 min 31 s 3 20 min 24 s 4 |                |
| Médaille d'argent, Jeux olympiques  | 2       | Autriche Simon Eder Daniel Mesotitsch Dominik Landertinger Christoph Sumann     | 1+6 0+2 0+0 0+1 0+2 0+1 0+1 0+0 1+3 0+0  | 1 h 22 min 16 s 7 20 min 10 s 0 20 min 38 s 0 20 min 25 s 9 21 min 02 s 8 | +38 s 6        |
| DSQ                                 | 3       | Russie Ivan Tcherezov Anton Shipulin Maxim Tchoudov Evgeny Ustyugov             | 0+0 0+4 0+0 0+1 0+0 0+0 0+0 0+3          | 1 h 22 min 16 s 9 20 min 07 s 5 21 min 05 s 0 20 min 23 s 2 20 min 41 s 2 | +38 s 8        |
| Médaille de bronze, Jeux olympiques | 4       | Suède Fredrik Lindström Carl-Johan Bergman Mattias Nilsson Björn Ferry          | 0+3 1+7 0+1 0+0 0+1 0+3 0+0 1+3 0+1 0+1  | 1 h 23 min 02 s 0 20 min 11 s 3 20 min 37 s 9 21 min 32 s 0 20 min 40 s 8 | +1 min 23 s 9  |
| 4                                   | 5       | Allemagne Simon Schempp Andreas Birnbacher Arnd Peiffer Michael Greis           | 0+0 2+7 0+0 0+1 0+0 2+3 0+0 0+3 0+0 0+0  | 1 h 23 min 16 s 0 20 min 10 s 4 21 min 53 s 7 20 min 56 s 9 20 min 15 s 0 | +1 min 37 s 9  |
| 5                                   | 4       | France Vincent Jay Vincent Defrasne Simon Fourcade Martin Fourcade              | 0+3 1+6 0+2 0+1 0+1 1+3 0+0 0+0 0+0 0+2  | 1 h 23 min 16 s 2 20 min 13 s 7 21 min 25 s 6 21 min 08 s 2 20 min 28 s 7 | +1 min 38 s 1  |
| 6                                   | 14      | République tchèque Jaroslav Soukup Zdeněk Vítek Roman Dostál Michal Šlesingr    | 0+3 0+6 0+0 0+1 0+1 0+1 0+2 0+2 0+0 0+2  | 1 h 23 min 55 s 2 20 min 13 s 5 20 min 36 s 8 21 min 45 s 7 21 min 19 s 2 | +2 min 17 s 1  |
| 7                                   | 9       | Ukraine Oleksandr Bilanenko Andriy Deryzemlya Vyacheslav Derkach Sergueï Sednev | 0+1 0+3 0+0 0+1 0+1 0+1 0+0 0+0 0+0 0+1  | 1 h 24 min 25 s 1 20 min 38 s 7 20 min 44 s 3 21 min 47 s 3 21 min 14 s 8 | +2 min 47 s 0  |
| 8                                   | 6       | Suisse Thomas Frei Matthias Simmen Benjamin Weger Simon Hallenbarter            | 0+2 0+7 0+0 0+1 0+2 0+3 0+0 0+2 0+0 0+1  | 1 h 24 min 36 s 8 20 min 47 s 6 21 min 17 s 1 21 min 26 s 1 21 min 06 s 0 | +2 min 58 s 7  |
| 9                                   | 18      | Canada Robin Clegg Marc-André Bédard Brendan Green Jean-Philippe Leguellec      | 0+3 0+4 0+0 0+1 0+1 0+1 0+2 0+1 0+0 0+1  | 1 h 24 min 50 s 7 20 min 16 s 4 21 min 11 s 6 22 min 12 s 0 21 min 10 s 7 | +3 min 12 s 6  |
| 10                                  | 8       | Biélorussie Evgeny Abramenko Alexandre Syman Roustam Valiouline Sergeï Novikov  | 0+3 1+5 0+1 0+1 0+0 1+3 0+1 0+0          | 1 h 25 min 47 s 4 21 min 59 s 3 21 min 05 s 0 21 min 36 s 4 21 min 06 s 7 | +4 min 09 s 3  |
| 11                                  | 17      | Italie Christian de Lorenzi Markus Windisch Lukas Hofer Mattia Cola             | 0+3 1+8 0+1 0+2 0+0 1+3 0+0 0+2 0+2 0+1  | 1 h 26 min 27 s 5 20 min 16 s 7 21 min 39 s 6 21 min 44 s 1 22 min 47 s 1 | +4 min 49 s 4  |
| 12                                  | 10      | États-Unis Lowell Bailey Jay Hakkinen Tim Burke Jeremy Teela                    | 0+2 4+10 0+0 0+1 0+0 1+3 0+0 2+3 0+2 1+3 | 1 h 27 min 58 s 3 20 min 51 s 8 21 min 47 s 0 22 min 01 s 7 23 min 17 s 8 | +6 min 20 s 2  |
| 13                                  | 12      | Estonie Priit Viks Kauri Kõiv Indrek Tobreluts Roland Lessing                   | 3+7 0+3 0+0 0+3 1+3 0+0 0+1 0+0 2+3 0+0  | 1 h 28 min 16 s 5 21 min 07 s 1 22 min 39 s 6 21 min 54 s 3 22 min 35 s 5 | +6 min 38 s 4  |
| 14                                  | 19      | Slovaquie Miroslav Matiaško Marek Matiaško Dušan Šimočko Pavol Hurajt           | 1+4 1+8 0+0 0+1 0+0 0+2 1+3 1+3 0+1 0+2  | 1 h 28 min 54 s 1 21 min 18 s 3 22 min 09 s 6 23 min 56 s 3 21 min 29 s 9 | +7 min 16 s 0  |
| 15                                  | 15      | Bulgarie Michail Kletcherov Vladimir Iliev Miroslav Kenanov Krasimir Anev       | 0+3 0+6 0+1 0+1 0+2 0+1 0+0 0+1 0+0 0+3  | 1 h 29 min 39 s 7 20 min 48 s 4 22 min 36 s 4 23 min 28 s 9 22 min 46 s 0 | +8 min 01 s 6  |
| 16                                  | 13      | Slovénie Peter Dokl Klemen Bauer Vasja Rupnik Janez Marič                       | 0+6 3+10 0+2 1+3 0+0 2+3 0+3 0+2 0+1 0+2 | 1 h 29 min 52 s 4 23 min 09 s 1 22 min 24 s 3 22 min 10 s 2 22 min 08 s 8 | +8 min 14 s 3  |
| 17                                  | 16      | Kazakhstan Aleksandr Chervyakov Yan Savitskiy Dias Keneshev Alexandr Trifonov   | 2+6 2+7 0+1 0+3 2+3 0+1 0+1 2+3 0+1 0+0  | 1 h 30 min 31 s 1 21 min 08 s 9 22 min 23 s 1 24 min 10 s 2 22 min 48 s 9 | +8 min 53 s 0  |
| 18                                  | 11      | Lettonie Edgars Piksons Ilmārs Bricis Andrejs Rastorgujevs Kristaps Lībietis    | 5+8 2+8 3+3 2+3 0+1 0+2 2+3 0+0 0+1 0+3  | 1 h 35 min 15 s 5 26 min 11 s 5 21 min 47 s 2 23 min 31 s 6 23 min 45 s 2 | +13 min 37 s 4 |